# Qualificazioni al campionato europeo maschile di calcio 2004 - Gruppo 6

## Classifica
| Pos. | Squadra          | Pt | G | V | N | P | GF | GS | DR  |
| ---- | ---------------- | -- | - | - | - | - | -- | -- | --- |
| 1.   | Grecia           | 18 | 8 | 6 | 0 | 2 | 8  | 4  | +4  |
| 2.   | Spagna           | 17 | 8 | 5 | 2 | 1 | 16 | 4  | +12 |
| 3.   | Ucraina          | 10 | 8 | 2 | 4 | 2 | 11 | 10 | +1  |
| 4.   | Armenia          | 7  | 8 | 2 | 1 | 5 | 7  | 16 | -9  |
| 5.   | Irlanda del Nord | 3  | 8 | 0 | 3 | 5 | 0  | 8  | -8  |

## Risultati

### Prima giornata
| Arbitro: | Vuorela |

|                                    |           |                            |
| Petrosyan 73’ Sarkisyan 90’ (rig.) | Marcatori | 2’ Serebrennikov 33’ Zubov |

| Arbitro: | Merk |

|  |           |                     |
|  | Marcatori | 8’ Raúl 77’ Valerón |

### Seconda giornata
| Arbitro: | Temmink |

|                         |           |  |
| Vorobey 51’ Voronin 90’ | Marcatori |  |

| Arbitro: | Micheľ |

|                          |           |  |
| Baraja 19’, 89’ Guti 59’ | Marcatori |  |

### Terza giornata
| Arbitro: | Čeferin |

|                    |           |  |
| Nikolaidis 2’, 59’ | Marcatori |  |

| Belfast 16 ottobre 2002, ore 20:00 UTC+1 | Irlanda del Nord | 0 – 0 referto | Ucraina | Windsor Park (9.288 spett.)\| Arbitro: \| Bolognino \| |
| Arbitro:                                 | Bolognino        |               |         |                                                        |

### Quarta giornata
| Arbitro: | Beck |

|               |           |  |
| Petrosyan 86’ | Marcatori |  |

| Arbitro: | Riley |

|                         |           |                         |
| Voronin 11’ Horškov 90’ | Marcatori | 83’ Raúl 87’ Etxeberria |

### Quinta giornata
| Arbitro: | Gilewski |

|  |           |                    |
|  | Marcatori | 4’, 55’ Charisteas |

| Arbitro: | Yefet |

|                                      |           |  |
| Tristán 60’ Helguera 69’ Joaquín 90’ | Marcatori |  |

### Sesta giornata
| Arbitro: | Albrecht |

|                                                    |           |                                         |
| Horškov 28’ Shevchenko 65’ (rig.), 73’ Fedorov 90’ | Marcatori | 15’ (rig.), 52’ Sarkisyan 74’ Petrosyan |

| Arbitro: | Sars |

|  |           |                    |
|  | Marcatori | 42’ Giannakopoulos |

### Settima giornata
| Arbitro: | De Bleeckere |

|                |           |  |
| Charisteas 86’ | Marcatori |  |

| Belfast 11 giugno 2003, ore 20:00 UTC+1 | Irlanda del Nord | 0 – 0 referto | Spagna | Windsor Park (11.365 spett.)\| Arbitro: \| Bo Larsen \| |
| Arbitro:                                | Bo Larsen        |               |        |                                                         |

### Ottava giornata
| Arbitro: | Temmink |

|  |           |            |
|  | Marcatori | 36’ Vryzas |

| Donec'k 6 settembre 2003, ore 19:15 UTC+3 | Ucraina | 0 – 0 referto | Irlanda del Nord | Stadio Šachtar (25.700 spett.)\| Arbitro: \| Stark \| |
| Arbitro:                                  | Stark   |               |                  |                                                       |

### Nona giornata
| Arbitro: | Stredak |

|  |           |              |
|  | Marcatori | 27’ Karamyan |

| Arbitro: | Hauge |

|               |           |                |
| Raúl 59’, 71’ | Marcatori | 84’ Shevchenko |

### Decima giornata
| Arbitro: | Meier |

|  |           |                                    |
|  | Marcatori | 7’ Valerón 76’ Raúl 87’, 90’ Reyes |

| Arbitro: | Batista |

|                     |           |  |
| Tsiartas 69’ (rig.) | Marcatori |  |

## Statistiche

### Classifica marcatori
5 reti
- Raúl

3 reti
- Art'owr Petrosyan
- Albert Sarkisyan (2 rig.)
- Angelos Charisteas
- Andriy Shevchenko (1 rig.)

2 reti
- Demis Nikolaidis
- Rubén Baraja
- José Antonio Reyes
- Juan Carlos Valerón
- Oleksandr Horshkov
- Andriy Voronin

1 rete
- Arman Karamyan
- Stelios Giannakopoulos
- Vassilios Tsiartas (1 rig.)
- Zīsīs Vryzas
- Guti
- Iván Helguera
- Joaquín
- Diego Tristán
- Serhiy Fedorov
- Serhiy Serebrennikov
- Andriy Vorobey
- Hennadij Zubov